# Будинок на вулиці Саксаганського, 31/27
Будинок на вулиці Саксаганського, 31/27 — житловий будинок у Голосіївському районі міста Києва на розі вулиць Саксаганського та Антоновича. Має статус пам'ятки архітектури та містобудування
У «Зводі пам'яток» та в офіційних документах помилково фігурує під номером «31/29».

## Історія
Будинок зведений як прибутковий у 1901 році, на місці двох старих двоповерхових дерев'яних будинків 1860-х років. Садиба, де побудували будинок, належала дворянинові Ф. Квецінському.

## Опис

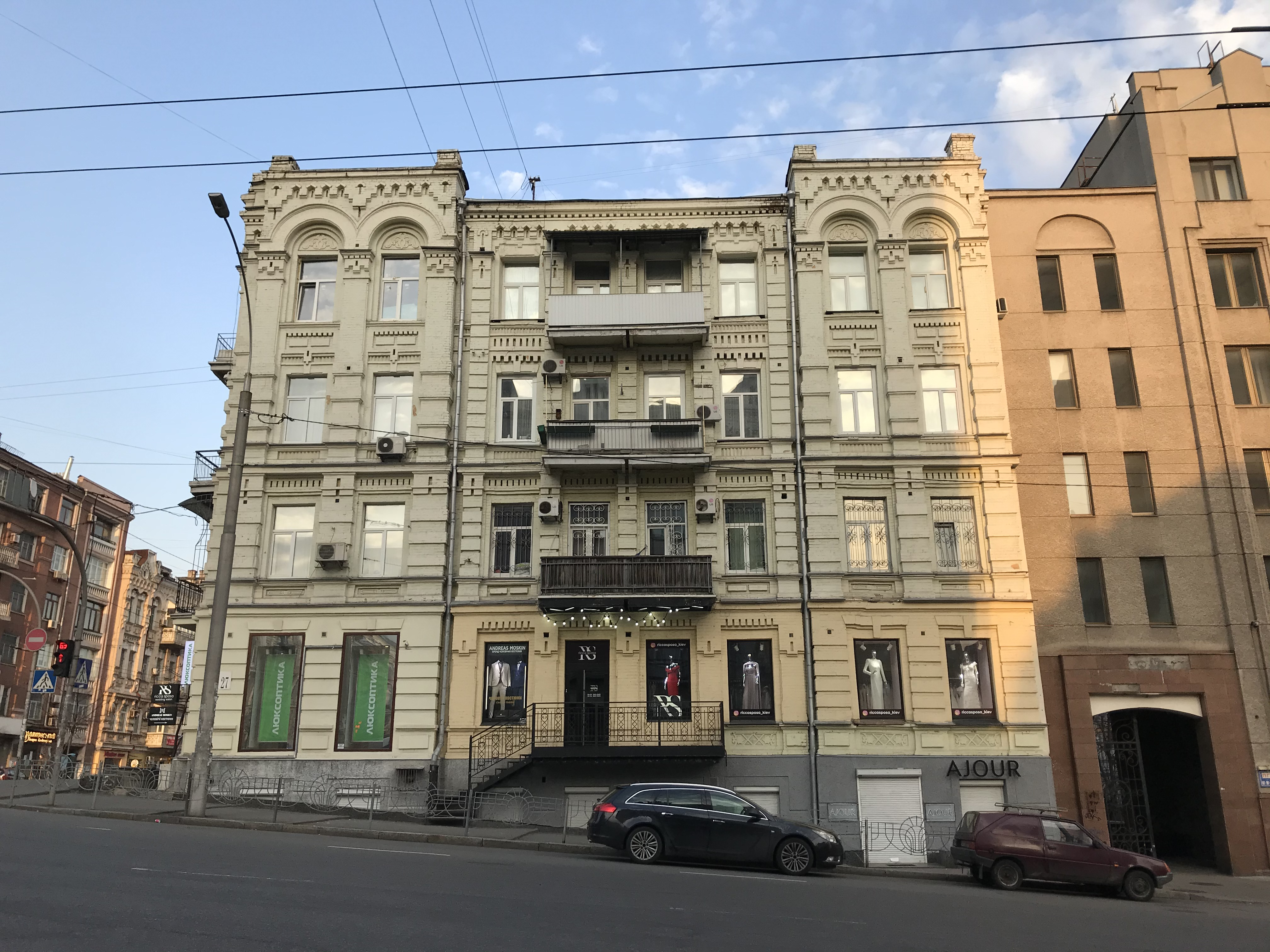
Вигляд з боку Антоновича

Будинок наріжний, чотириповерховий на цоколі, цегляний, односекційний, П-подібний у плані. Цокольний поверх через перепад висот заглиблений у приямок. Перекриття пласкі, дах двосхилий, вкритий шифером.
Головний фасад виходить на вулицю Саксаганського, бічний — на вулицю Антоновича. Обидва фасади мають симетричну двоосьову композицію та оздоблені у стилі історизм із використанням ренесансних деталей. Осі, які фланкують фасади, оформлені у вигляді розкріповок, що завершуються прямокутними аттиками. Фасади розчленовані вертикально рустованими міжвіконними та наріжними лопатками і горизонтально — гуртами простого профілю. Вікна прямокутні, із клинчастими перемичками, замковими каменями та цегляними декоративними вставками у надвіконні. Вікна, що розташовані на бічних осях на останньому, четвертому поверсі, мають аркові прорізи та гіпсове декорування рослинним орнаментом у надвіконних фільонках. Аналогічний орнамент, також виконаний у гіпсі, прикрашає також підвіконні фільонки вікон першого поверху. Парадний вхід до будинку оформлений у вигляді порталу з арковою перемичкою, увінчаною прямокутним сандриком, який первісно був прикрашений рослинним ліпленим орнаментом. Парадний вхід веде до прямокутного у плані вестибюля, поєднаного із центральною сходовою кліткою арковим отвором.
Первісно будинок використовувався як прибутковий, на першому поверсі розташовувалися торговельні приміщення та їдальня, в цокольному — пральня. Є дані про те, що інтер'єри кімнат були оформлені ліпленим декором на стелях та падугах, тонованим під колір шпалер, підлогу вкривав дубовий паркет виробництва Здолбунівської фабрики «Тайкури». Від первісних інтер'єрів збереглися лише огородження центральної сходової клітки, рисунок якого повторювався у кованих балконних ґратах, пізніше замінених.